# La sombra inquieta
La sombra inquieta es una novela del escritor chileno Hernán Díaz Arrieta, también conocido por su seudónimo Alone, publicada por primera vez en 1915.
Esta novela es la única que escribirá Alone en su vida y es también la primera novela chilena en incluir un personaje afeminado.

## Contexto y argumento
La sombra inquieta fue publicada un año después de la muerte de la escritora chilena Mariana Cox, con quien Díaz Arrieta había establecido una relación cercana. Antes de su fallecimiento, habría sido publicado un libro que despretigiaba a la escritora, lo cual habría inducido a Alone a escribir esta novela "con el objeto de limpiar la memoria de la escritora".
La novela narra la historia de amor platónico entre Isoleé, una mujer de 48 años, y un hombre de 18 años denominado El amigo vestido de negro. La relación se desarrolla en visitas a la casa de Isoleé, cartas escritas y paseos a lugares de Santiago como el cerro Santa Lucía, la Quinta Normal y el Parque O'higgins, conocido en ese entonces como Parque Cousiño.
A pesar de que la novela lleva por subtítulo Diario íntimo, Alone escribe en el prólogo que "no es una novela, por constituirse de hechos reales y efectivos".

## Recepción
La sombra inquieta ha sido publicada cuatro veces: 1915, 1916, 1949 (Nascimiento) y 1997 (Editorial Universitaria).Tras el lanzamiento de su primera edición, el escritor Fernando Santiván planteó que Alone «presenta una faz de nuestra vida santiaguina. Para ello eligió tipos concoidos; copió sus palabras, sus actitudes [...] y con todo ese material, formó una trama lógica y vívida, que interesa más que una novela, porque es la vida misma».

## Impacto cultural
Si bien la relación amorosa que sustenta la novela es heterosexual, el libro ha sido también destacado en la literatura LGBT y latinoamericana por incluir por primera vez un personaje afeminado.